# Bulbophyllum serrulatum
Bulbophyllum serrulatum är en orkidéart som beskrevs av Rudolf Schlechter. Bulbophyllum serrulatum ingår i släktet Bulbophyllum och familjen orkidéer.
Artens utbredningsområde är Papua Nya Guinea. Inga underarter finns listade i Catalogue of Life.